# Udea micacea
Udea micacea is een vlinder uit de familie van de grasmotten (Crambidae), uit de onderfamilie van de Spilomelinae. De wetenschappelijke naam van deze soort is voor het eerst voorgesteld als Aporodes micacea door Arthur Gardiner Butler in een publicatie uit 1881.
De soort komt voor in Hawaï.